# 马永伟
馬永伟（1942年—2024年10月9日），男，汉族，山东荣成人，政协第十届全国委员会常务委员，中国保监会首任主席。

## 生平
1942年出生在中国山东，1966年毕业于辽宁财经学院财政金融专业。1966年9月参加工作，其后历任中国人民银行六安地区中心支行科长、中国农业银行安徽省分行副处长、副行长，中国农业银行副行长。1985年7月至1994年6月任中国农业银行行长。1994年6月至1998年任中国人民保险公司董事长、总经理。1998年11月至2002年10月任中国保险监督管理委员会主席。
| 中華人民共和國政府职务 | 中華人民共和國政府职务                            | 中華人民共和國政府职务 |
| ---------------------- | ------------------------------------------------- | ---------------------- |
| 新頭銜                 | 中国保险监督管理委员会主席 1998年11月－2002年10月 | 繼任： 吴定富          |